# كينيث سيكلونا
كينيث سيكلونا (بالإنجليزية: Kenneth Scicluna)‏ (15 يونيو 1979 في مالطا - ) هو مدرب كرة قدم ولاعب كرة قدم مالطي في مركز الدفاع. شارك مع منتخب مالطا تحت 21 سنة لكرة القدم ومنتخب مالطا لكرة القدم. أما مع النوادي، فقد لعب مع نادي بيركيركارا ونادي فاليتا ونادي فلوريانا وŻabbar St. Patrick F.C. ‏ وQormi F.C. ‏ وLuqa St. Andrew's F.C. ‏.

## وصلات خارجية
- كينيث سيكلونا على موقع الاتحاد الدولي (مؤرشف)  (الإنجليزية)
- كينيث سيكلونا على موقع قاعدة بيانات كرة القدم.إي يو (الإنجليزية)
- كينيث سيكلونا على موقع ناشيونال فوتبول تيمز (الإنجليزية)
- كينيث سيكلونا على موقع Soccerway.com (الإنجليزية)